# Joussé
Joussé es una comuna francesa situada en el departamento de Vienne, en la región de Nueva Aquitania.

## Demografía
| 409 | 392 | 389 | 409 | 407 | 413 | 305 |
| Para los censos de 1962 a 1999 la población legal corresponde a la población sin duplicidades (Fuente: INSEE [Consultar]) |     |     |     |     |     |     |